# Javier Toyo
Javier Eduardo Toyo Bárcenas (12 ottobre 1977) è un ex calciatore venezuelano, di ruolo portiere.

## Carriera

### Nazionale
Ha partecipato alla Coppa America del 2007.

## Palmarès

### Club

#### Competizioni nazionali
- Campionato venezuelano: 7

Caracas: 2000-2001, 2002-2003, 2003-2004, 2005-2006, 2006-2007, 2008-2009, 2009-2010
- Copa Venezuela: 1

Caracas: 2009